# Сольдано (коммуна)
Сольдано (итал. Soldano, лиг. O Saudan) — коммуна в Италии, располагается в регионе Лигурия, в провинции Империя.
Население составляет 893 человека (2008 г.), плотность населения составляет 249 чел./км². Занимает площадь 4 км². Почтовый индекс — 18036. Телефонный код — 0184.
Покровителем коммуны почитается святой Иоанн Креститель, празднование 24 июня.

## Демография
Динамика населения:

## Администрация коммуны
- Официальный сайт: http://www.comunesoldano.it

## Галерея

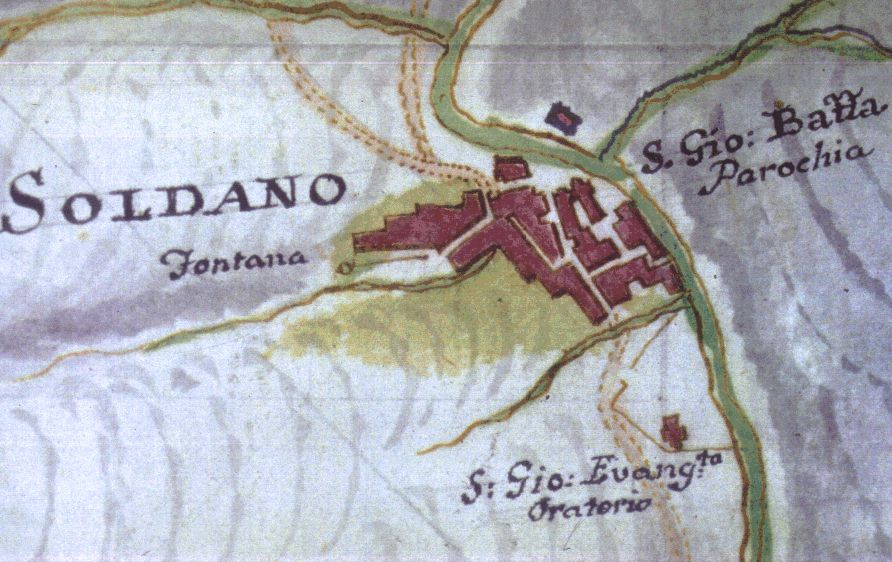
Soldano in una carta del 1754 del cartografo Matteo Vinzoni
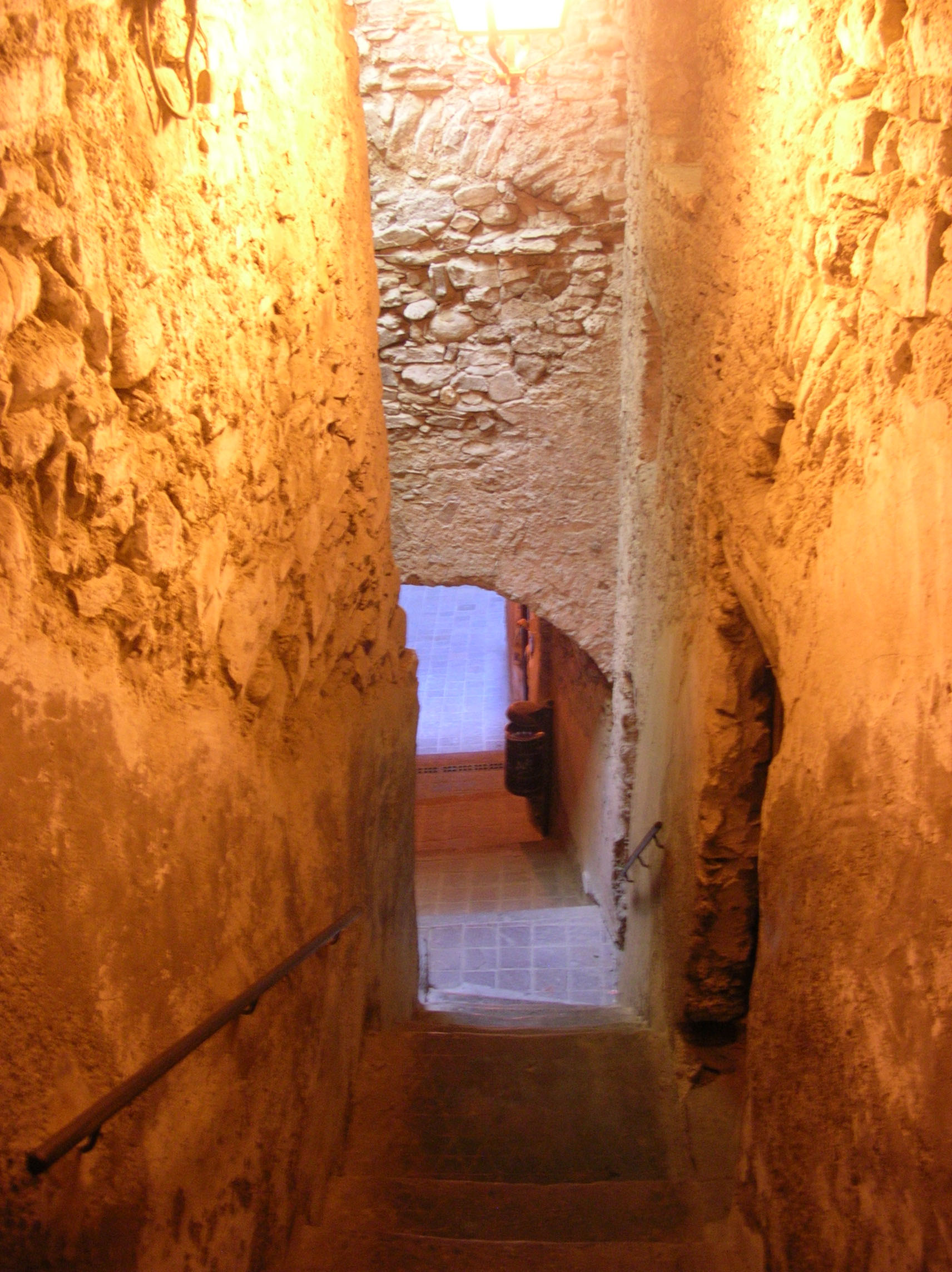
Tipico carugio - Scala Granda
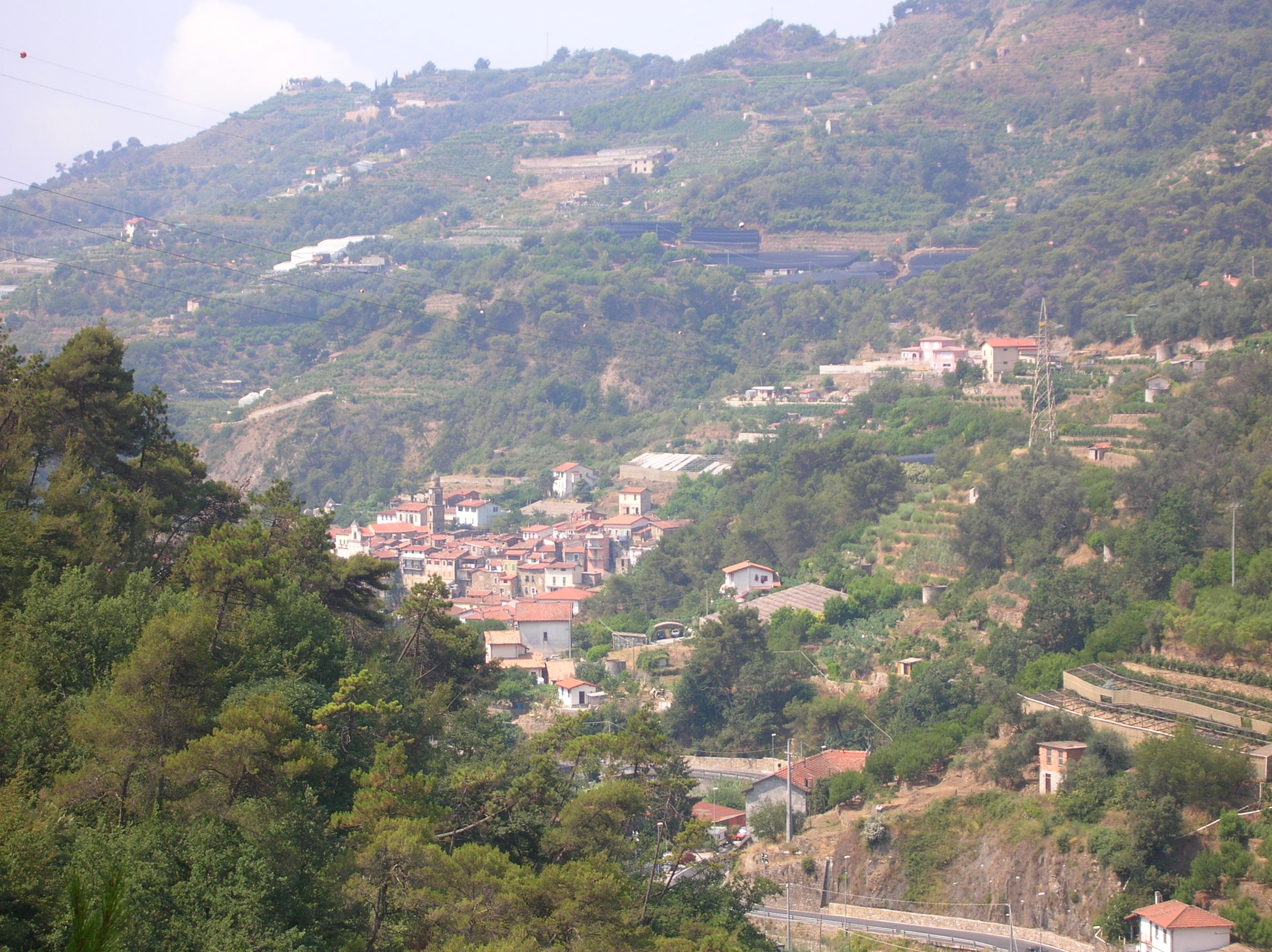
Panorama dal Colle Orià
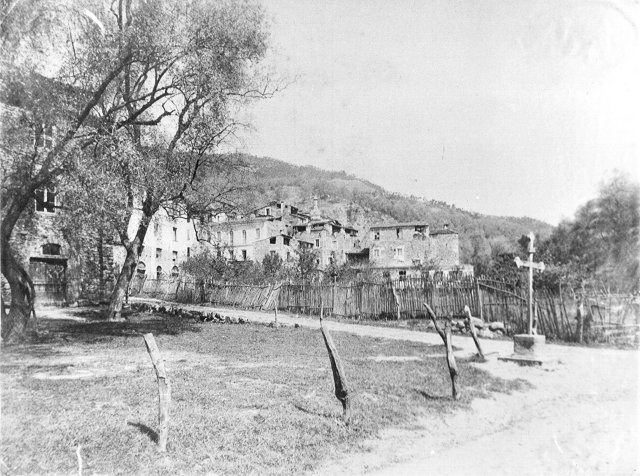
Soldano ai primi anni del Novecento
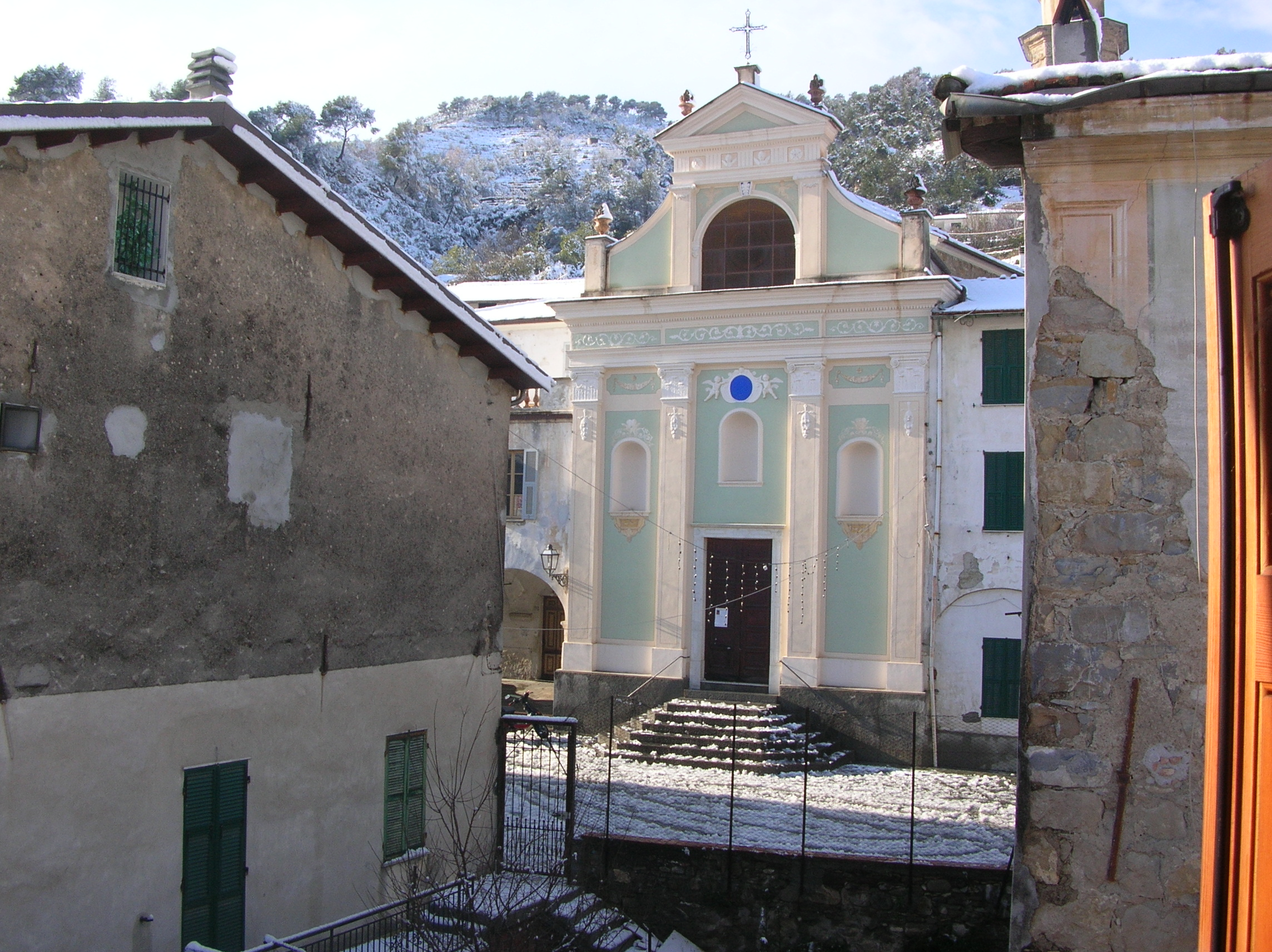
Soldano A. D. 2007 - Chiesa di San Mauro in località Colareo
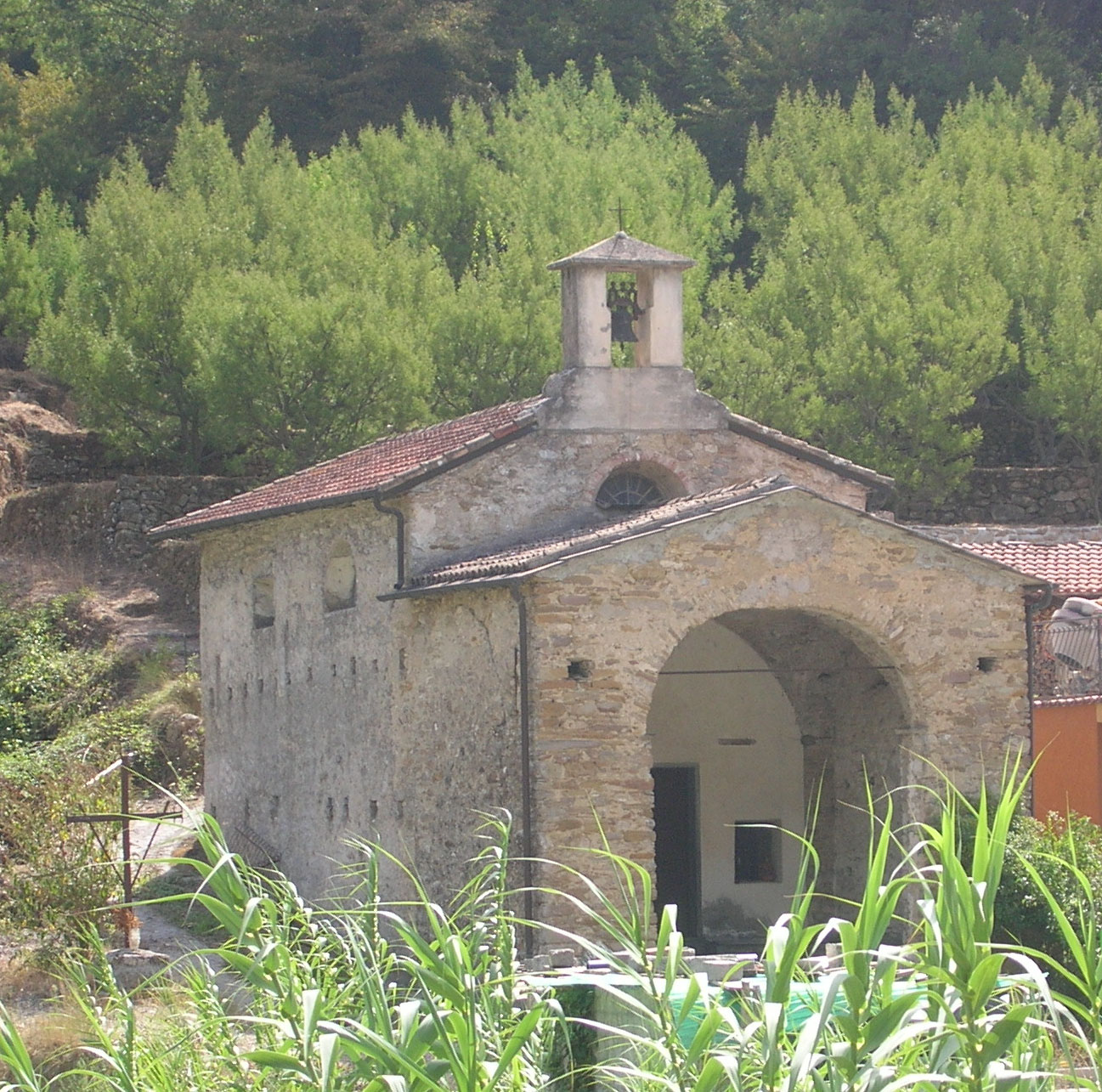
Soldano A. D. 2007 - Chiesa di San Mauro in località Colareo